# Veliko Črnelo
Veliko Črnelo je naselje v Občini Ivančna Gorica.  V Velikem Črnelu je Črnelski bajer (kot so ga domačini tudi poimenovali), v bližini pa tudi vas Malo Črnelo.